# Collongues (Hautes-Pyrénées)
Collongues ist eine französische Gemeinde mit 152 Einwohnern (Stand 1. Januar 2022) im Département Hautes-Pyrénées in der Region Okzitanien (vor 2016: Midi-Pyrénées). Sie gehört zum Arrondissement Tarbes und zum Kanton Les Coteaux.
Die Einwohner werden Collonguois und Collonguoises genannt.

## Geographie
Die Gemeinde Collongues liegt auf dem Plateau von Lannemezan, circa 14 Kilometer östlich von Tarbes in der historischen Provinz Bigorre. Im Osten begrenzt der Fluss Estéous die Gemeinde.
Umgeben wird Collongues von den fünf Nachbargemeinden:
|         | Louit                                       |                 |
| Sabalos | Kompassrose, die auf Nachbargemeinden zeigt | Bouilh-Péreuilh |
|         | Pouyastruc                                  | Castelvieilh    |

## Einwohnerentwicklung

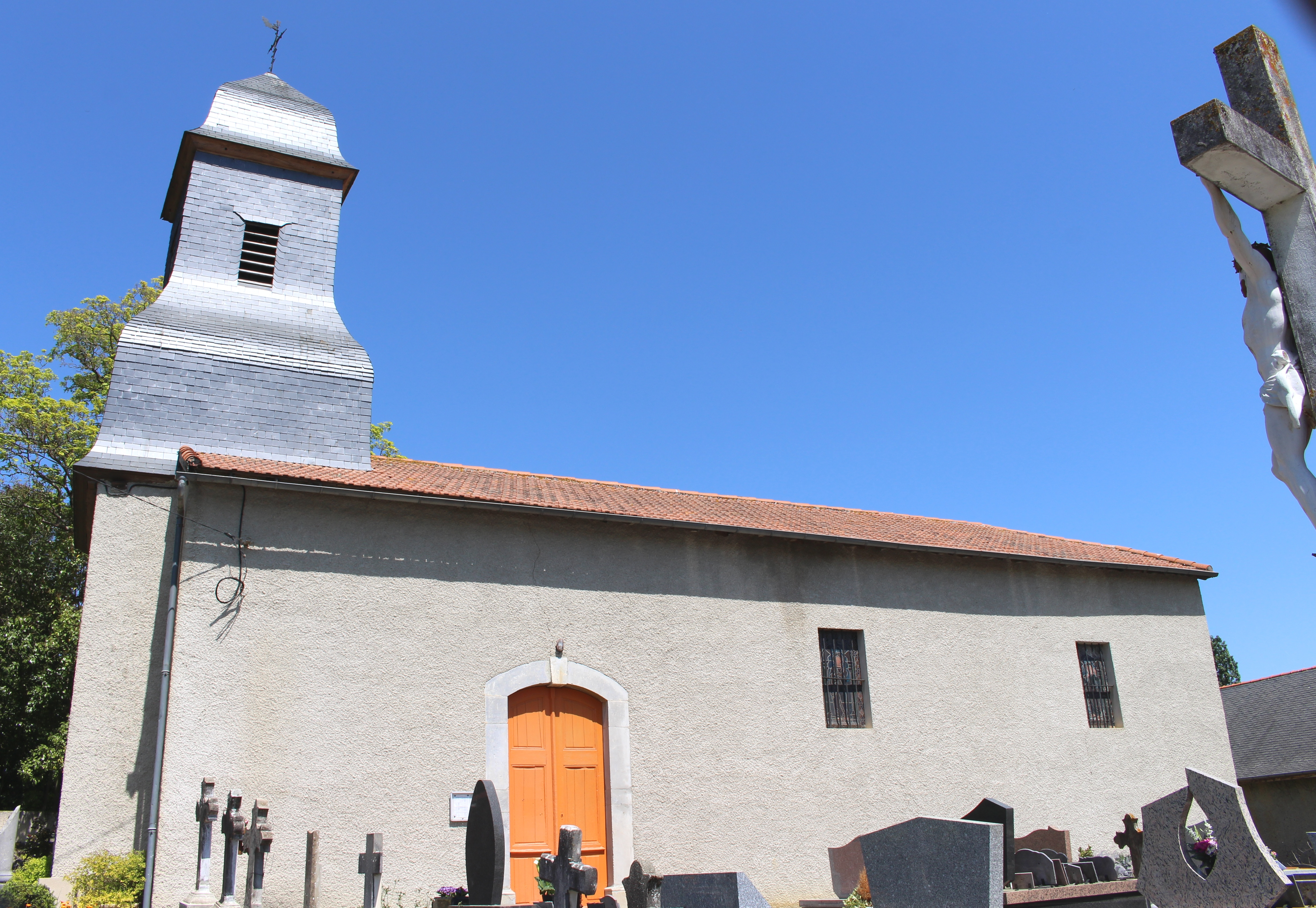
Pfarrkirche Saint-Laurent

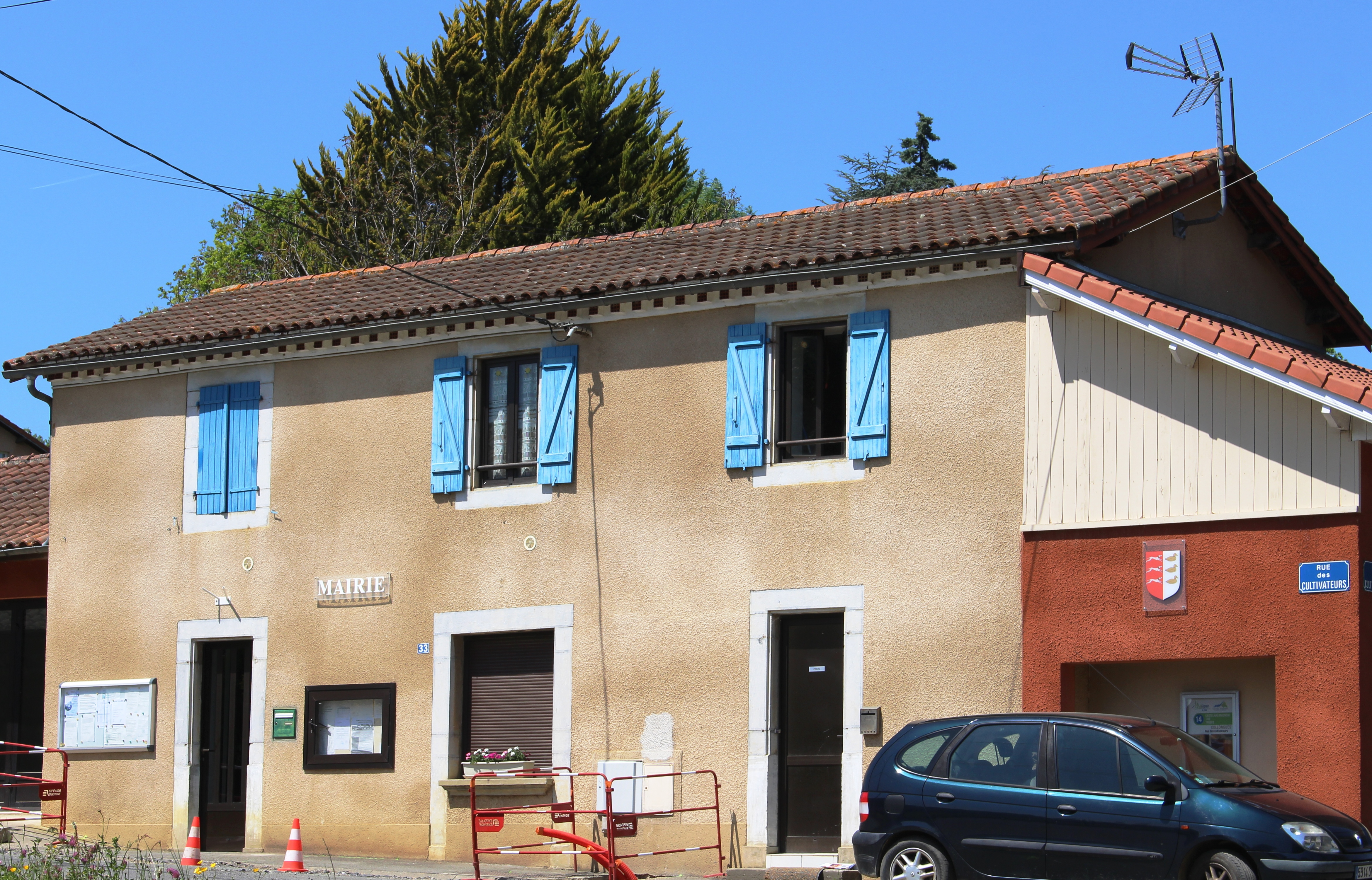
Mairie (Rathaus)

Nach Beginn der Aufzeichnungen stieg die Einwohnerzahl bis zur Mitte des 19. Jahrhunderts auf einen Höchststand von 240. In der Folgezeit sank die Zahl der Einwohner bei kurzen Erholungsphasen bis nach dem Zweiten Weltkrieg auf 70, bevor eine Wachstumsphase einsetzte, die bis heute anhält.
| Jahr      | 1962 | 1968 | 1975 | 1982 | 1990 | 1999 | 2006 | 2011 | 2022 |
| --------- | ---- | ---- | ---- | ---- | ---- | ---- | ---- | ---- | ---- |
| Einwohner | 74   | 76   | 91   | 93   | 117  | 111  | 139  | 150  | 152  |

## Sehenswürdigkeiten
- Pfarrkirche Saint-Laurent

## Wirtschaft und Infrastruktur
Collongues liegt in den Zonen AOC der Schweinerasse Porc noir de Bigorre und des Schinkens Jambon noir de Bigorre.

### Verkehr
Collongues ist über die Routes départementales 5 und 91 erreichbar.